# N420 (België, oud)
De N420 is een wegnummer dat voorheen gebruikt werd voor een voormalige gewestweg in België in de plaats Gent tussen de N60 en de N43. 
De weg heeft een lengte van ongeveer 850 meter en heeft grotendeel twee rijstroken voor beide rijrichtingen samen. De weg ligt grotendeels parallel aan de spoorlijn en komt uit bij het stationsplein van treinstation Gent-Sint-Pieters.